# Sniper Elite 5
Sniper Elite 5 ist ein taktischer Stealth-Shooter, der von Rebellion Developments entwickelt und veröffentlicht wurde. Es ist die Fortsetzung von Sniper Elite 4 und wurde am 26. Mai 2022 für Microsoft Windows, PlayStation 4, PlayStation 5, Xbox One und Xbox Series veröffentlicht.

## Spielprinzip
Ähnlich wie seine Vorgänger ist auch Sniper Elite 5 ein Third-Person-Shooter. Ähnlich wie bei Sniper Elite 4 bietet das Spiel mehrere große Levels, die dem Spieler verschiedene Möglichkeiten zur Infiltration und Extraktion bieten. Wenn der Spieler einen Gegner mit einem Scharfschützengewehr aus großer Entfernung tötet, wird das X-Ray-Kill-Cam-System aktiviert, bei dem die Kamera des Spiels die Kugel vom Scharfschützengewehr bis zum Ziel verfolgt und zeigt, wie Körperteile, Knochen oder innere Organe durch die Kugel gebrochen oder zerrissen werden. Die Waffen im Spiel können umfangreich angepasst werden. Die Einzelspieler-Kampagne kann kooperativ mit einem anderen Spieler gespielt werden. Das Spiel führt den Invasionsmodus ein, der es einem dritten Spieler erlaubt, einer Spielsitzung beizutreten und als feindlicher Scharfschütze zu spielen. Ein Überlebensmodus für bis zu vier Spieler ist ebenfalls vorhanden.

## Handlung
In Sniper Elite 5 übernimmt der Spieler erneut die Kontrolle über Karl Fairburne, einen Elitescharfschützen der alliierten Mächte, der 1944 nach Frankreich reist, um ein geheimes Naziprojekt namens „Project Kraken“ zu zerstören.

## Entwicklung
Im März 2019 bestätigte der Serienentwickler Rebellion Developments, dass sie mit der Entwicklung von Sniper Elite 5 begonnen haben. Das Spiel wurde offiziell bei den The Game Awards 2021 angekündigt. Nach Angaben von Rebellion hat das Team bei der Erstellung der Levels des Spiels Photogrammetrie eingesetzt. Einige Orte im Spiel wurden von Guernsey inspiriert. Das Spiel wurde am 26. Mai 2022 für Microsoft Windows, PlayStation 4, PlayStation 5, Xbox One und Xbox Series veröffentlicht. Spieler, die das Spiel vorbestellt haben, erhalten Zugang zu einer zusätzlichen Mission Target Fuhrer: Wolf Mountain, in der der Spieler Adolf Hitlers privaten Rückzugsort in den Alpen infiltrieren muss, um ihn und seine Wachen zu eliminieren.

## Rezeption
Sniper Elite 5 hat international gute Bewertungen erhalten. Die Rezensionsdatenbank Metacritic aggregiert beispielsweise für die PC-Version 27 Rezensionen zu einem Gesamtwert von 80.

„Volltreffer! Sniper Elite 5 schleift den bewährten Action-Stealth-Mix noch ein bisschen runder und setzt sich somit an die Serienspitze.“